# فن يانز
فن يانز أو فن ينز (بالإنجليزية: Funyuns)‏ هو الاسم التجاري لرقائق خفيفة من الذرة بنكهة البصل. تم تقديمها في الولايات المتحدة في عام 1969، وقد اخترعها موظف فريتو-لاي جورج بيغنير. تتكون فن يانز بشكل أساسي من دقيق الذرة، على شكل حلقة باستخدام عملية البثق، والتي تمثل شكل وملمس حلقات البصل المقلية. مزيج الملح والبصل يعطيهم نكهتهم. المنتج من إنتاج شركة فريتو-لاي التابعة لشركة بيبسيكو. في البرازيل، يباع فن يانز تحت اسم «سوبليتوس».

## نكهات
- فن يانز الأصلي (1969 إلى الوقت الحاضر)
- وسابي (2001-2002)
- فلايمينغ هوت (2007 إلى الوقت الحاضر)
- حار وليمون (2014-2018)
- ستيك هاوس بصل (2015-2018)

## ثقافة شعبية
في المسلسل التلفزيوني التابع لـ أي إم سي بريكينغ باد، تعتبر فن يانز وجبة خفيفة مفضلة لشخصية البطولة جيسي بينكمان. هي أيضًا مفضلة لشخصية مارشال إريكسن في هاو آي مت يور موذر.